# Моноцитоз
Моноцитоз — увеличение числа моноцитов в крови. Может наблюдаться при острых и хронических воспалительных процессах, при которых моноциты направляются в очаги воспаления и дифференцируются в тканевые макрофаги. Моноцитоз участвует в ликвидации инфекции и удалении клеточного мусора, оставшегося в результате травм или ишемии. Может наблюдаться при различных заболеваниях, в том числе при некоторых видах лейкемий (моноцитарных лейкемий (monocytic leukaemias)) и инфекциях, вызванных отдельными бактериями и простейшими.
Нормальным значением процента моноцитов в периферической крови является 2 %—8 %. Повышенное же количество наблюдается достаточно часто, а причинами могут быть как лёгкие заболевания, так и серьёзные. Часто моноцитоз наблюдается при выздоровлении после различных инфекционных заболеваний. Также он наблюдается при лечении глюкокортикостероидами.

## Этиология
Повышение уровня моноцитов (моноцитоз) может вызываться следующими причинами:
- Инфекции (вирусной, грибковой, протозойной и риккетсиозной этиологии), а также период реконвалесценции после острых инфекций;
- Гранулёматозы: туберкулёз, сифилис, бруцеллез, саркоидоз, язвенный колит ;
- Системные коллагенозы (системная красная волчанка), ревматоидный артрит, узелковый периартериит;
- Болезни крови (острый моноцитарный и миеломоноцитарный лейкоз, миелопролиферативные заболевания, миеломная болезнь, лимфогранулематоз);
- Отравление фосфором, тетрахлорэтаном.